# Olius (ort)
Olius är en ort i Spanien.   Den ligger i provinsen Lleida och regionen Katalonien, i den östra delen av landet, 500 km öster om huvudstaden Madrid. Olius ligger 551 meter över havet.